# Guzmania zahnii
Guzmania zahnii là một loài thực vật có hoa trong họ Bromeliaceae. Loài này được (Hook.f.) Mez mô tả khoa học đầu tiên năm 1896.

## Hình ảnh

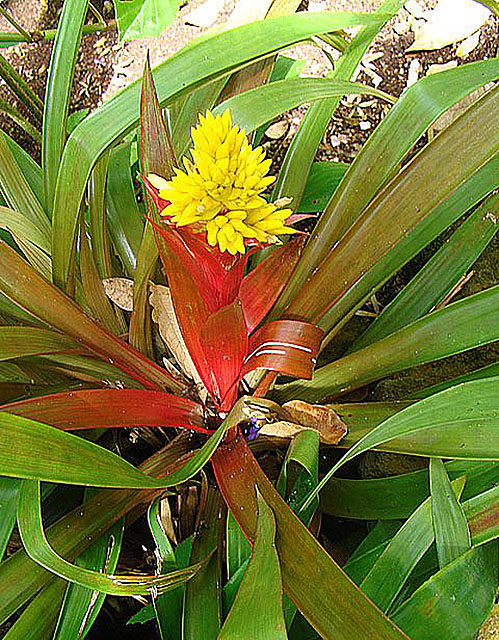